# 火斗山镇
火斗山镇，是中华人民共和国河北省承德市滦平县下辖的一个乡镇级行政单位。
2018年12月，撤乡设镇，区划代码改为130824109。

## 行政区划
火斗山镇下辖以下地区：
火斗山村、刘营村、孙营村、拉海沟村、长海沟门村、边营村、张家沟门村、兴隆庄村、井上村和苇子峪村。